# FK Dinaburg
FK Dinaburg (łot. Futbola Klubs Dinaburg Daugavpils) – łotewski klub piłkarski z siedzibą w Dyneburgu. W 2009 roku połączył się z FC Daugavą.

## Historia
Chronologia nazw:
- 1995: Vilan-D Dyneburg
- 1996–2009: FK Dinaburg Dyneburg

Klub został założony w 1996 jako Dinaburg Dyneburg. Chociaż historia klubu sięga 1995 roku, kiedy to powstał klub Vilan-D Dyneburg, który zamienił FK Auseklis w najwyższej lidze. Po zakończeniu sezonu 1995, w którym klub zdobył wicemistrzostwo, główny sponsor Vilan zbankrutował i klub został wykupiony przez Olega Gavrilova.

## Sukcesy
- Wicemistrz Łotwy (1 raz): 1995
- zdobywca Pucharu Łotwy (1 raz): 1991

## Europejskie puchary
Legenda do wszystkich tabel:
- Q – runda eliminacyjna, 1/16, 1/8, 1/4, 1/2 – odpowiednia faza rozgrywek, Grupa – runda grupowa, 1r gr – pierwsza runda grupowa, 2r gr – druga runda grupowa, F – finał, R – runda, PO – play-off
- k. – rzuty karne, los. – losowanie, Dogr. – dogrywka, w. – zasada bramek strzelonych na wyjeździe

| Sezon   | Rozgrywki                 | Runda | Klub                 | Dom | Wyjazd | Ogólnie |
| ------- | ------------------------- | ----- | -------------------- | --- | ------ | ------- |
| 1996/97 | Puchar UEFA               | 1Q    | Barry Town           | 1–2 | 0–0    | 1–2     |
| 1997/98 | Puchar Zdobywców Pucharów | Q     | Kəpəz Gəncə          | 1–0 | 1–0    | 2–0     |
| 1997/98 | Puchar Zdobywców Pucharów | 1R    | AEK Ateny            | 2–4 | 0–5    | 2–9     |
| 1998    | Puchar Intertoto          | 1R    | Dukla Trencin        | 1–1 | 1–4    | 2–5     |
| 2000    | Puchar Intertoto          | 1R    | Dukla Trencin        | 1–0 | 3–0    | 4–0     |
| 2000    | Puchar Intertoto          | 2R    | Aalborg BK           | 0–0 | 0–1    | 0–1     |
| 2001/02 | Puchar UEFA               | Q     | NK Osijek            | 2–1 | 0–1    | 2–2, w. |
| 2002    | Puchar Intertoto          | 1R    | Zagłębie Lubin       | 1–0 | 1–1    | 2–1     |
| 2002    | Puchar Intertoto          | 2R    | Krylja Samara        | 0–1 | 0–3    | 0–4     |
| 2003    | Puchar Intertoto          | 1R    | FC Wil               | 1–0 | 0–2    | 1–2     |
| 2004    | Puchar Intertoto          | 1R    | Aberystwyth Town     | 4–0 | 0–0    | 4–0     |
| 2004    | Puchar Intertoto          | 2R    | OFK Beograd          | 0–2 | 1–3    | 1–5     |
| 2005    | Puchar Intertoto          | 1R    | Bangor City          | 2–0 | 2–1    | 4–1     |
| 2005    | Puchar Intertoto          | 2R    | Žalgiris Wilno       | 2–1 | 0–2    | 2–3     |
| 2006    | Puchar Intertoto          | 1R    | HB Tórshavn          | 1–1 | 1–0    | 2–1     |
| 2006    | Puchar Intertoto          | 2R    | Hibernian            | 0–3 | 0–5    | 0–8     |
| 2007    | Puchar Intertoto          | 1R    | Cliftonville         | 0–1 | 1–1    | 1–2     |
| 2009/10 | Liga Europy               | 1Q    | Nõmme Kalju          | 2–1 | 0–0    | 2–1     |
| 2009/10 | Liga Europy               | 2Q    | Bene Jehuda Tel Awiw | 0–1 | 0–4    | 0–5     |